# Агостони, Карло
Карло Агостони (итал. Carlo Agostoni, 23 марта 1909 — 25 июля 1972) — итальянский фехтовальщик-шпажист, олимпийский чемпион, многократный чемпион мира.

## Биография
Родился в 1909 году в Милане. В 1928 году стал чемпионом Олимпийских игр в Амстердаме. В 1930 году стал серебряным призёром Международного первенства по фехтованию в Льеже. В 1931 году стал чемпионом Международного первенства по фехтованию в Вене. В 1932 году принял участие в Олимпийских играх в Лос-Анджелесе, где стал обладателем серебряной и бронзовой медалей.
В 1937 году стал чемпионом на первом в истории официальном чемпионате мира по фехтованию (одновременно Международная федерация фехтования задним числом признала чемпионатами мира все проходившие ранее Международные первенства по фехтованию). На чемпионате мира 1938 года стал обладателем бронзовой медали.
После Второй мировой войны в 1948 году принял участие в Олимпийских играх в Лондоне, где стал обладателем серебряной медали в командном первенстве на шпагах, а в личном первенстве стал 7-м.